# Cathédrale Saint-Nicolas d'Almaty
Cette  cathédrale ne doit pas être confondue avec une autre cathédrale d'Almaty.
 D’autres cathédrales portent le nom de cathédrale Saint-Nicolas.
La cathédrale de Saint-Nicolas (en russe : Никольский собор) est un bâtiment de l'église orthodoxe russe dans la ville d'Almaty au Kazakhstan. 
La cathédrale est située dans le centre d'Almaty, près de la cathédrale de l'Ascension.

## Histoire
En 1904, les habitants du sud-ouest de la ville  demandent  à l'évêque de  Turkestan de construire une église. 
La construction débute le 13 février 1906 et s'achève le 14 décembre 1908, l'église est consacrée à Nicolas de Myre. 
Dans les années 1920 et 1930, la cathédrale sert de refuge à de nombreux membres du clergé fuyant la police secrète soviétique. 
En 1930, la cathédrale de Saint-Nicolas est l'un des seuls bâtiment d'Almaty qui ait résisté.
Après l'arrestation de l'évêque d'Almaty en 1936, la cathédrale est fermée aux fidèles.
Jusqu'à la Seconde Guerre mondiale, le bâtiment abrite un musée de l'athéisme. 
Puis le bâtiment sera utilisé comme étable pour la cavalerie militaire. 
En 1946, il est rendu à l'église orthodoxe et rouvrira au public en 1980.